# Heřmaneč
Heřmaneč (en allemand : Hermantsch) est une commune du district de Jindřichův Hradec, dans la région de Bohême-du-Sud, en République tchèque. Sa population s'élevait à 87 habitants en 2020.

## Géographie
Heřmaneč se trouve à 14 km au sud-ouest de Telč, à 21 km à l'est de Jindřichův Hradec, à 62 km à l'est-nord-est de České Budějovice et à 122 km au sud-sud-est de Prague.
La commune est limitée par Studená au nord, par Volfířov à l'est, par Český Rudolec au sud et par Kunžak à l'ouest.

## Histoire
La première mention écrite du village date de 1350.

## Source
- (cs) Cet article est partiellement ou en totalité issu de l’article de Wikipédia en tchèque intitulé « Heřmaneč » (voir la liste des auteurs).